# Eudorylas euciliatus
Eudorylas euciliatus är en tvåvingeart som beskrevs av Kapoor, Grewal och Sharma 1987. Eudorylas euciliatus ingår i släktet Eudorylas och familjen ögonflugor. Inga underarter finns listade i Catalogue of Life.